# Sterculia nobilis
Sterculia nobilis är en malvaväxtart som först beskrevs av Richard Anthony Salisbury, och fick sitt nu gällande namn av James Edward Smith. Sterculia nobilis ingår i släktet Sterculia och familjen malvaväxter. Utöver nominatformen finns också underarten S. n. subspontanea.

## Bildgalleri

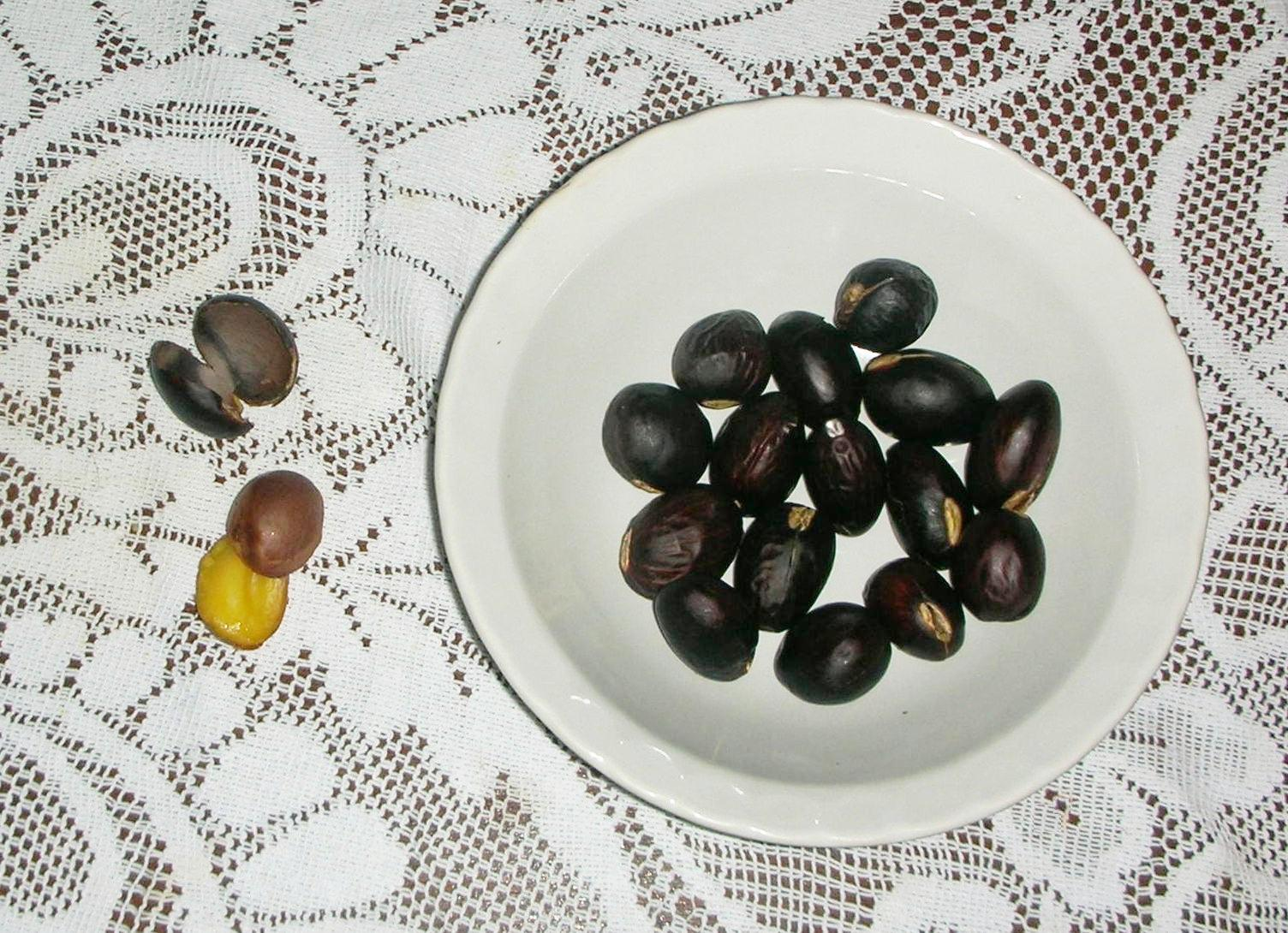
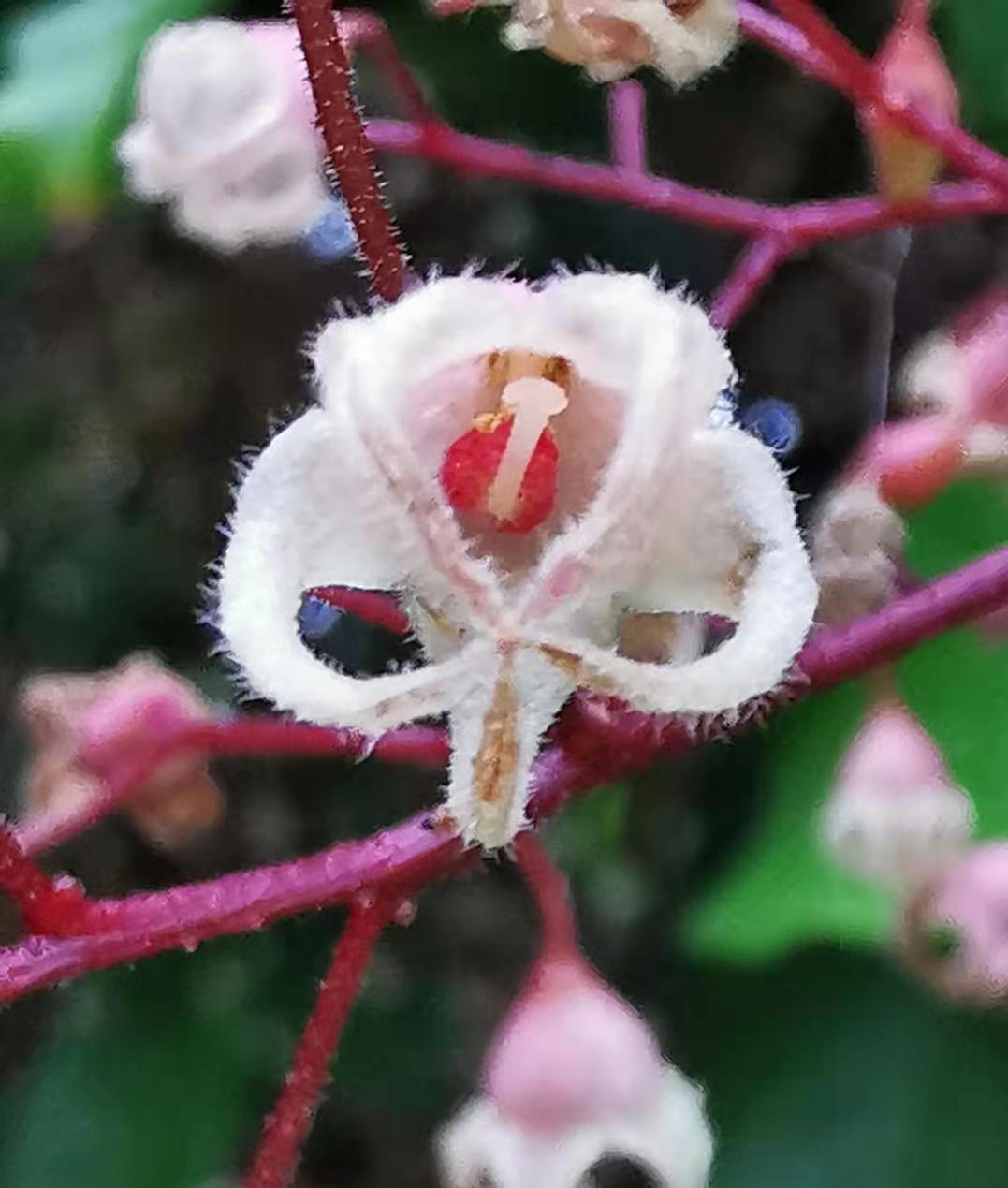
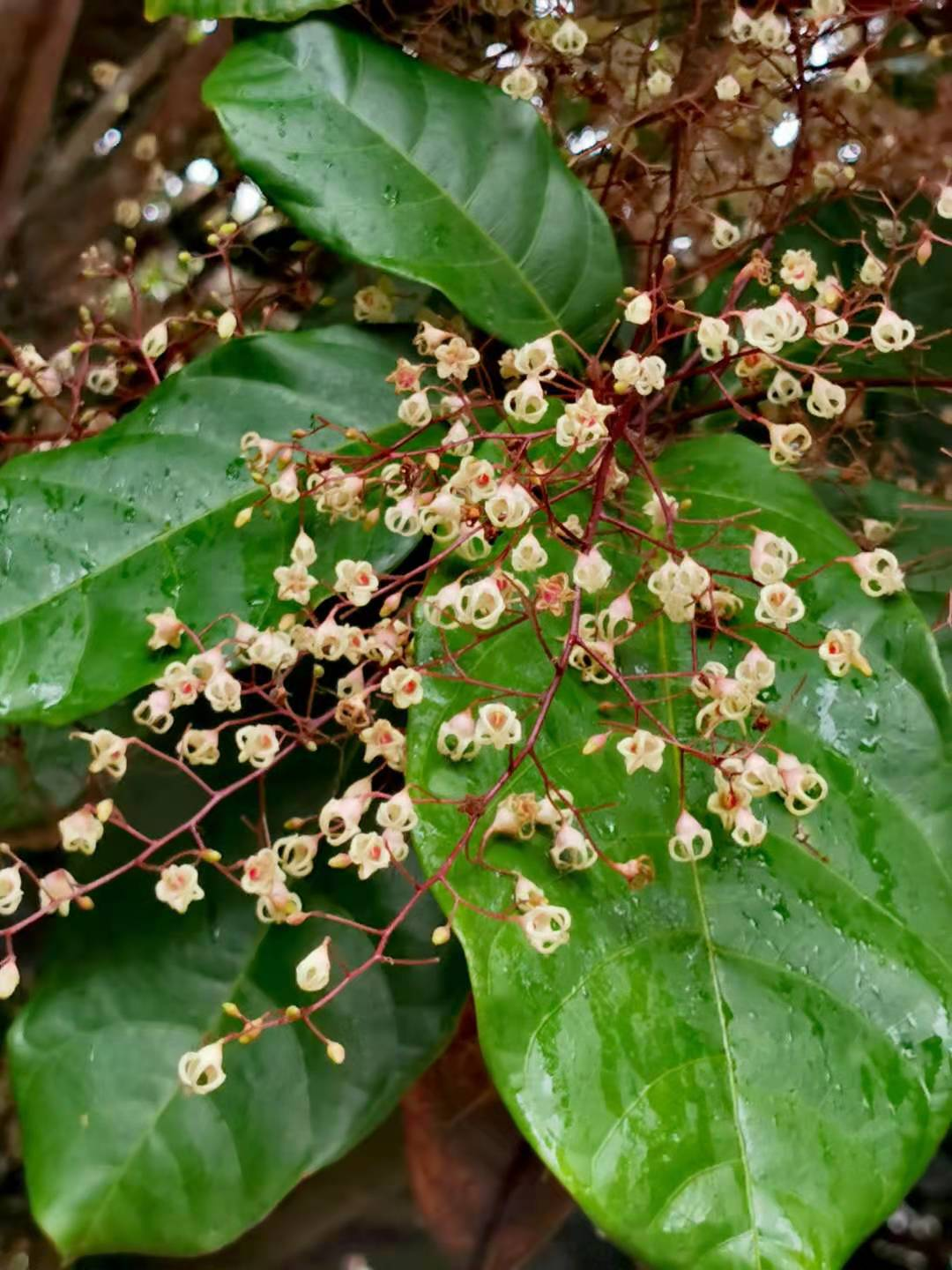
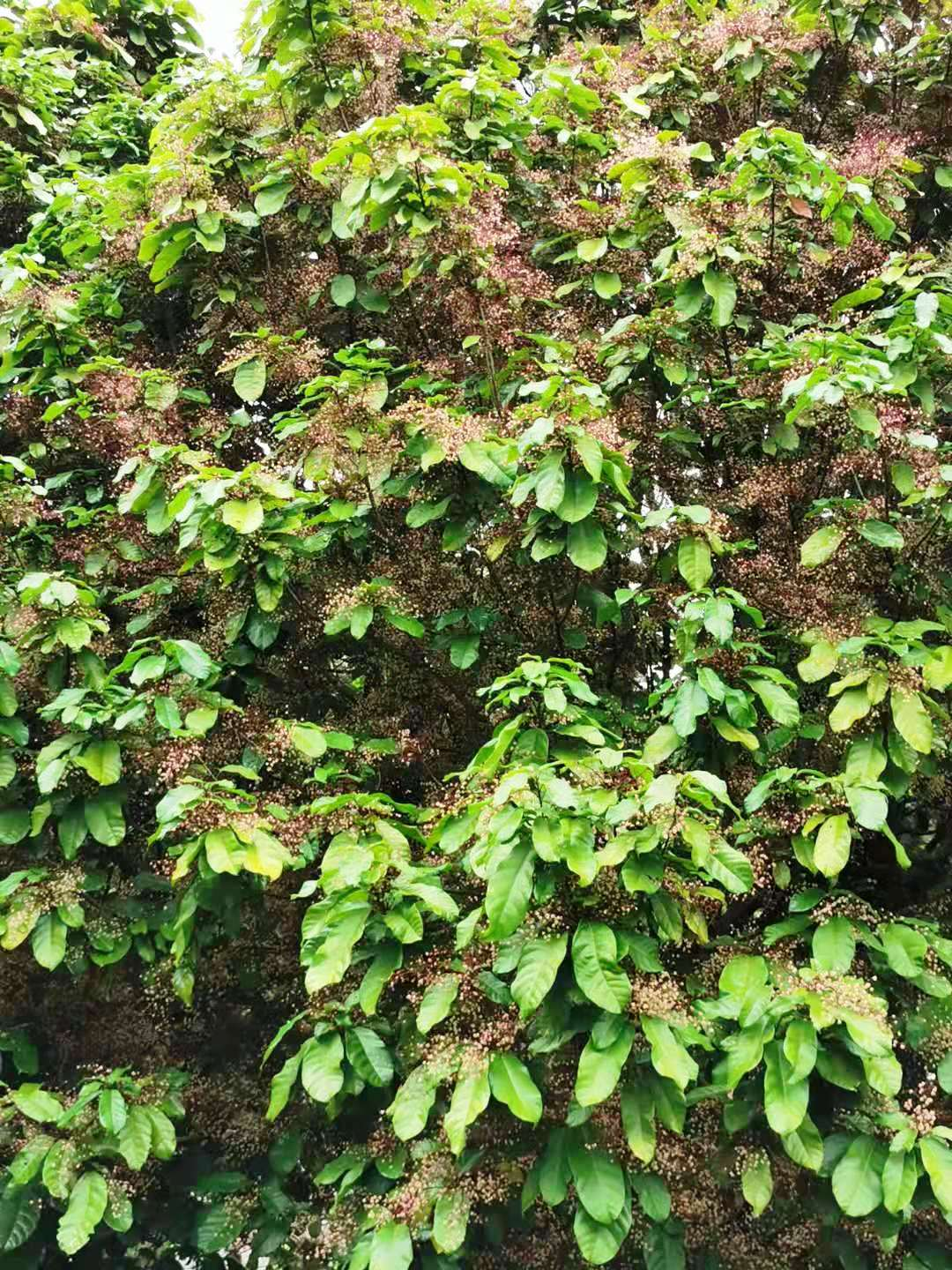
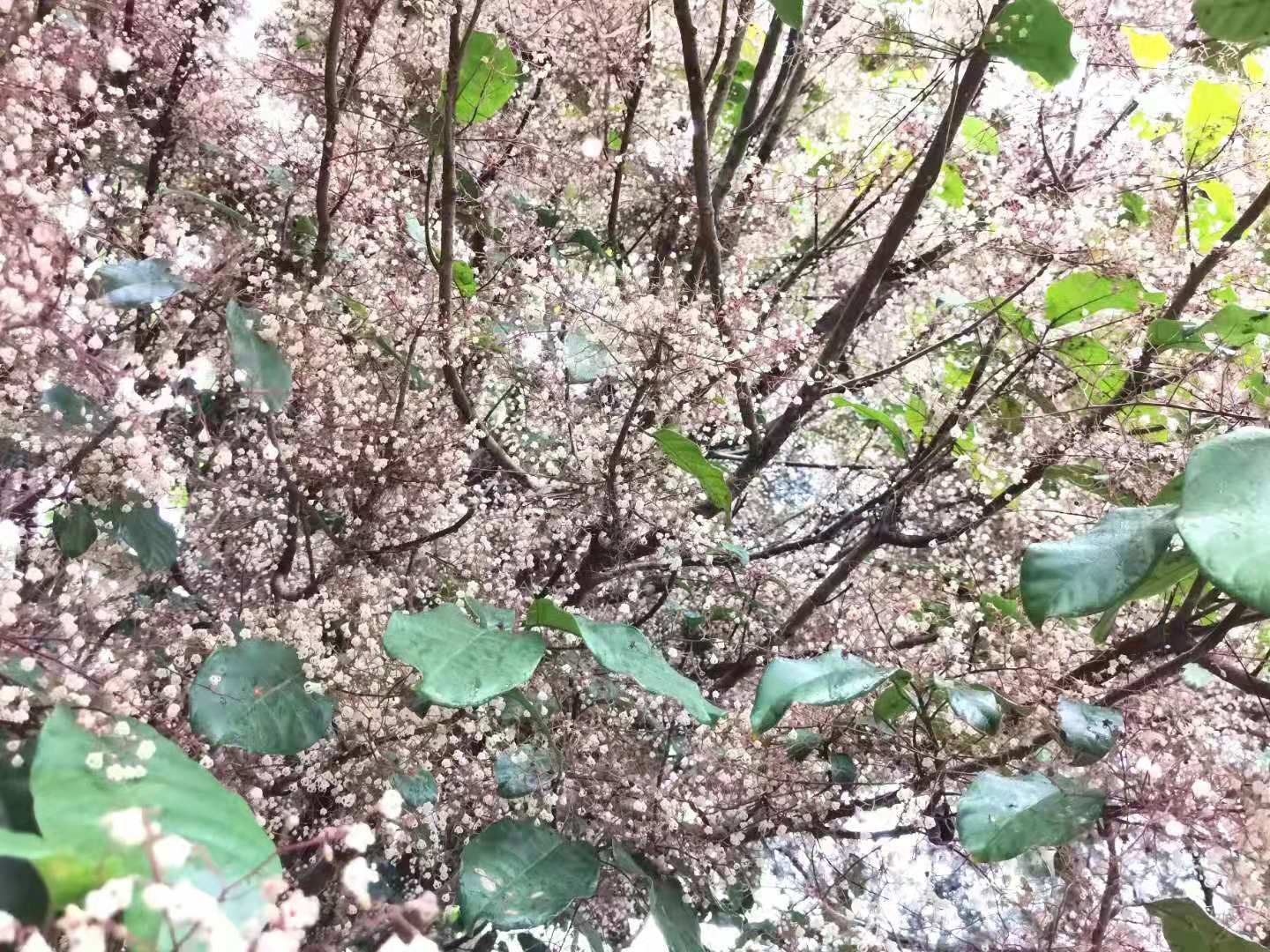